# Pierre de l’Estache
Pierre de l’Estache,  nacido en París hacia 1688 y fallecido en Roma el 28 de noviembre de 1774, fue un escultor francés.
En 1722-23 realiza en Roma una copia de la Venus Calipigia para el Grosser Garten de Augusto II de Polonia en Dresde (copia destruida al mismo tiempo que el parque en 1945).  Fue director de la Academia de Francia en Roma en 1737-1738. 
Su hijo Charles de l'Estache fue igualmente escultor (?-14 de marzo de 1811).

## Obras
Entre las mejores y más conocidas obras de Pierre de l’Estache se incluyen las siguientes:
- Copia de la Venus Calipigia, destruida en 1945.
- Se le atribuye la tumba de Charles-François Poerson[2]